# Bulwell
Bulwell – miasto w Anglii, w hrabstwie Nottinghamshire, w dystrykcie Nottingham. Leży 8 km na północny zachód od miasta Nottingham i 182 km na północny zachód od Londynu.